# Émile Bongeli Yeikeo Ya Ato
 (juillet 2018).
Si vous disposez d'ouvrages ou d'articles de référence ou si vous connaissez des sites web de qualité traitant du thème abordé ici, merci de compléter l'article en donnant les références utiles à sa vérifiabilité et en les liant à la section « Notes et références ».
Émile Bongeli Yeikeo Ya Ato, né le 19 octobre 1952 est un professeur d'université et un homme politique de la république Démocratique du Congo. Il est originaire de la province orientale. Bongeli est professeur de sociologie à l’université de Kinshasa. Il est membre du Parti du Peuple pour la Reconstruction et la Démocratie (PPRD). Il a été nommé ministre de la Communication et des Médias dans le gouvernement Gizenga II et est ministre d’État de la Reconstruction dans le gouvernement Muzito.
Avant sa nomination au sein du gouvernement, Émile Bongeli avait été élu député national pour la circonscription de Kisangani sur la liste du PPRD. 
Émile Bongeli a été au gouvernorat de la Province orientale ; il a occupé des fonctions au sein du PPRD et a aussi été ministre de la Santé durant la transition.